# 阿爾屯塔什
阿爾屯塔什，(?-1032)，是花剌子模統治者，1017年在位直到他死亡。
阿爾屯塔什原是加茲尼王國國王苏布克特勤的突厥奴隸指揮官，1008他在對抗喀喇汗朝入侵的戰鬥中發揮了主導作用，結果加茲尼王國取得勝利。1011年成為赫拉特總督。
1017年加茲尼的马哈茂德征服了花剌子模，派他擔任總督，他的任務是阻止烏古斯人和葛邏祿人進入此地區。
阿爾屯塔什從未動搖過他對加茲尼王國的忠誠，也多次參加對喀喇汗朝的戰爭，但在1032年戰鬥中受了致命傷不久喪生，由兒子哈倫繼承了他的位子。